# El Soto (Móstoles)
El Parque de El Soto es un parque forestal de 44 hectáreas situado en las afueras de Móstoles (Comunidad de Madrid, España). Se trata de la mayor área verde del municipio y está catalogado como "Parque Singular" por el Ayuntamiento de Móstoles. Se localiza próximo a la autopista A-5, junto a los Campos de Fútbol Iker Casillas. También es accesible por la Estación de Móstoles-El Soto.

## Naturaleza
Se trata de un área verde que cuenta con más de 200 distintas especies de árboles y arbustos; y más de 50 especies de mamíferos, aves o reptiles. Su elemento principal es el lago central, de 26.216 metros cuadrados. En El Soto, al igual que todas las áreas verdes del llano madrileño, predomina el bosque mediterráneo. Las principales especies de flora que podemos encontrar son: encina, retama y pino piñonero en las zonas secas, mientras que en las orillas del gran lago central crecen fresnos, olmos, sauces y álamos.
Las principales aves que podemos encontrar en el parque son: paloma (zurita y torcaz), ánade común, ánade real, gorrión, urraca, pito real, estornino negro, cotorra argentina, herrerillo, mochuelo o Martín pescador.  Entre los mamíferos cabe destacar los conejos, liebres y ardillas.

## Equipamientos
El Parque dispone de las siguientes dotaciones:
- Lago (26.216 metros cuadrados)
- Vivero municipal
- Senda botánica
- Juegos infantiles
- Merendero
- Kiosco
- Aparcamiento